# 1643년
1643년은 목요일로 시작하는 평년이다.

## 연호
- 명(明) 숭정(崇禎) 16년
- 청(淸) 숭덕(崇德) 8년
- 일본(日本) 간에이(寛永) 20년
- 후 레 왕조(後黎朝) 즈엉호아(陽和) 9년 / 푹타이(福泰) 원년
- 막 왕조(莫朝) 투언득(順德) 6년

## 기년
- 류큐(琉球) 쇼켄왕(尚賢王) 3년
- 명(明) 의종 숭정제(毅宗 崇禎帝) 16년
- 청(淸) 태종 숭덕제(太宗 崇德帝) 17년
- 조선(朝鮮) 인조(仁祖) 21년
- 후 레 왕조(後黎朝) 신종(神宗) 25년 / 진종(眞宗) 원년

## 사건
- 5월 14일 - 루이 14세, 프랑스 국왕으로 즉위.
- 5월 19일 - 30년 전쟁 후반 로크루아 전투에서 대(大)콩데가 지휘하는 프랑스군이 스페인군을 격파하다.
- 6월 9일 - 조선 경상도 합천에서 지진이 일어나 2명이 압사하고 수목이 부러지는 등의 피해를 있었다.
- 7월 24일 - 경상도 울산에서 지진이 일어나 울산도호부 관아와 가옥 140호가 무너지는 등의 피해가 있었다.

## 문화
- 윤순지가 이끄는 조선 통신사가 일본을 방문.

## 탄생
- 1월 4일 - 영국의 과학자 아이작 뉴턴. (~1727년)
- 11월 21일 - 프랑스의 탐험가, 연구원 르네 로베르 카벨리에 드 라 살. (~1687년)

## 사망
- 5월 14일 - 프랑스 부르봉가의 제2대 국왕 루이 13세. (1601년~)
- 9월 21일 - 중국의 황제 숭덕제. (1592년~)
- 11월 29일 - 이탈리아의 작곡가 클라우디오 몬클라우디오 몬테베르디테베르디. (1567년~)